# زناكة
زناكة هي منطقة على ضفاف نهر السنغال يتحدث سكانها لهجة آزناك الأمازيغية.